# Valley girl (linguistica)
Il termine valley girl (lett. "ragazza della valle") indica una giovane donna poco intelligente, eccentrica, egocentrica, edonista, moralmente povera e il cui eccessivo attaccamento al consumismo si traduce nel mettere in secondo piano la propria realizzazione intellettuale o personale. Altro aspetto che caratterizza la valley girl è il suo modo di parlare: un socioletto dell'inglese californiano battezzato valleyspeak o valspeak.
L'espressione valley girl iniziò a essere usata per la prima volta negli anni ottanta in riferimento alle ragazze del ceto medio della San Fernando Valley, un sobborgo di Los Angeles, in California. Con il passare degli anni il termine si diffuse in tutti gli Stati Uniti.